# Malinska-Dubašnica
Malinska-Dubašnica (deutsch Durischal, ital. Malinsca-Dobasnizza) ist ein Ort in der Gespanschaft Primorje-Gorski kotar, Kroatien, der sich in einer ausgedehnten waldbedeckten Bucht im Westen der Insel Krk an der Adria befindet. Er liegt nahe der Bucht von Dubašnica und besitzt einen kleinen Hafen. Der Name Dubašnica leitet sich von dem kroatischen Wort Dub ab, dieses hat die Bedeutung Eichenbaum. Malinska heißt der Ort, weil sich dort früher eine Quelle mit einer Mühle (kroat. Mlin) befand.
Zur Gemeinde gehören folgende Dörfer:
Barušići, Bogovići, Kremenići, Ljutići, Malinska, Maršići, Milčetići, Milovčići, Oštrobradić, Porat, Radići, Sabljići, Sršići, Strilčići, Sveti Ivan, Sveti Vid-Miholjice, Sveti Anton, Turčić, Vantačići, Zidarići und Žgombići.
Die Gemeinde hatte 2021 etwa 3212 Einwohner.
Hauptwirtschaftszweig ist der Tourismus. Im Jahr 2001 zählte man über 400.000 Übernachtungen.
Eine erste Erwähnung des Dorfes Dubašnica (heutiges Malinska-Dubašnica) stammt aus dem Jahr 1153. Schon zu dieser Zeit standen zwei kleine Kirchen im Dorf. Es handelt sich um die Kirchen Sv. Martina und Sv. Apolinara. Später sind als sakrale Bauwerke das Franziskanerkloster und die Kirche der heiligen Maria Magdalena in Porat hinzugekommen.
An der Küste am Ortsrand der Ortschaft befindet sich die Ruine des Hotelkomplexes Haludovo mit ehemals 2500 Betten. Die 1972 als Luxusresort eröffnete Anlage ist seit 2002 nicht mehr in Betrieb und wurde von einem russischen Investor gekauft, der es verfallen lässt. Das wegen fehlender Absperrungen großteils öffentlich zugänglich und daher weitgehend verwüstete Gebäude gilt durch zahlreiche Medienberichte als "Musterbeispiel" für einen Lost Place.

## Partnergemeinden
- Güttenbach, Burgenland im Bezirk Güssing in Österreich
- Großhabersdorf, Deutschland, seit 22. Mai 2010
- Aixe-sur-Vienne, Frankreich, seit 22. Mai 2010
- Święciechowa, Polen, seit 22. Mai 2010

## Bilder

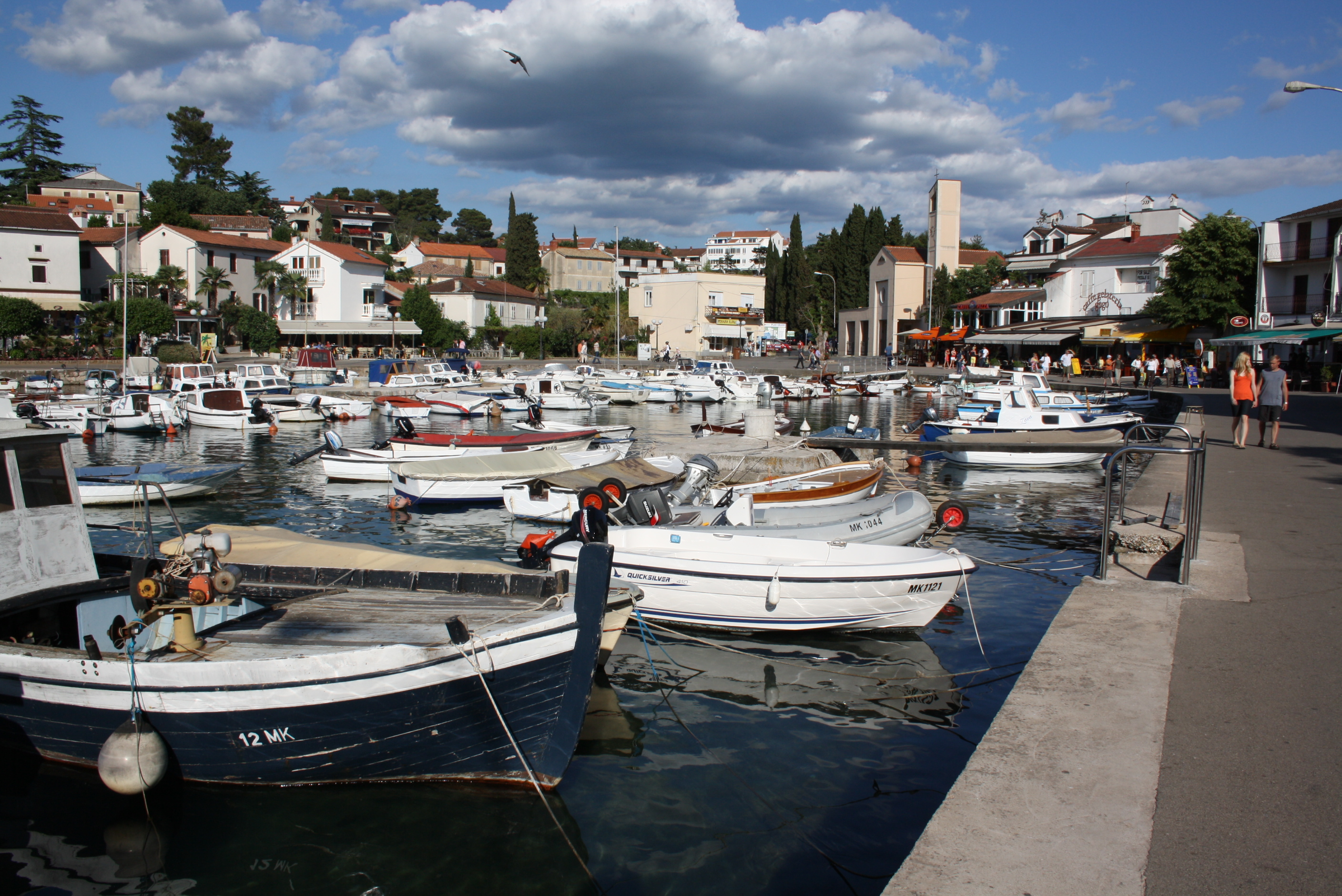
Hafen von Malinska
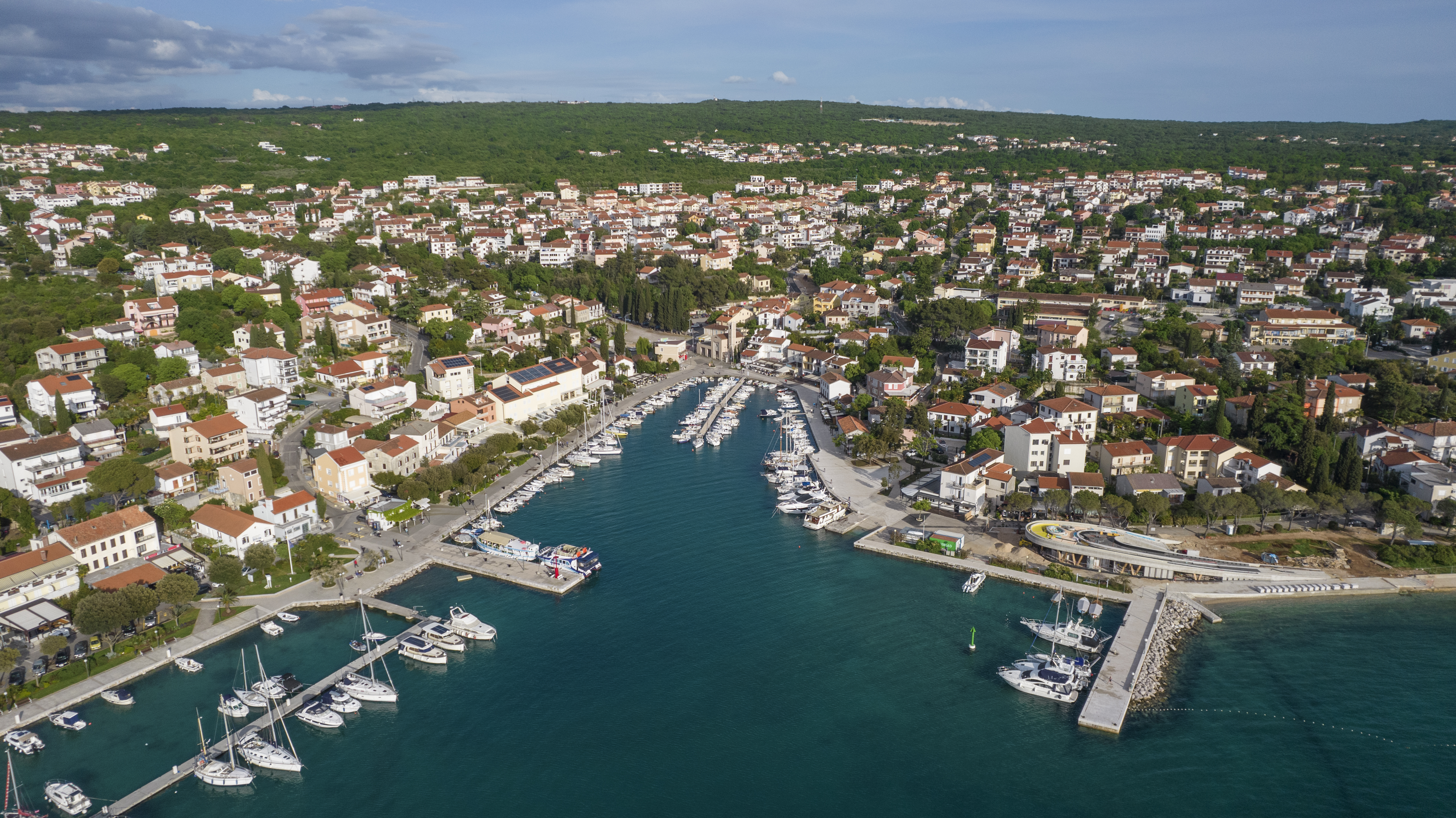
Ortszentrum von Malinska
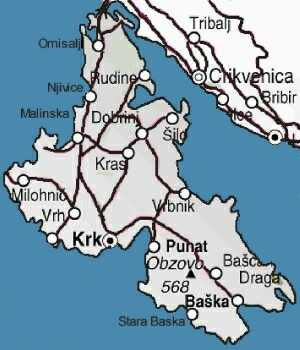
Insel Krk
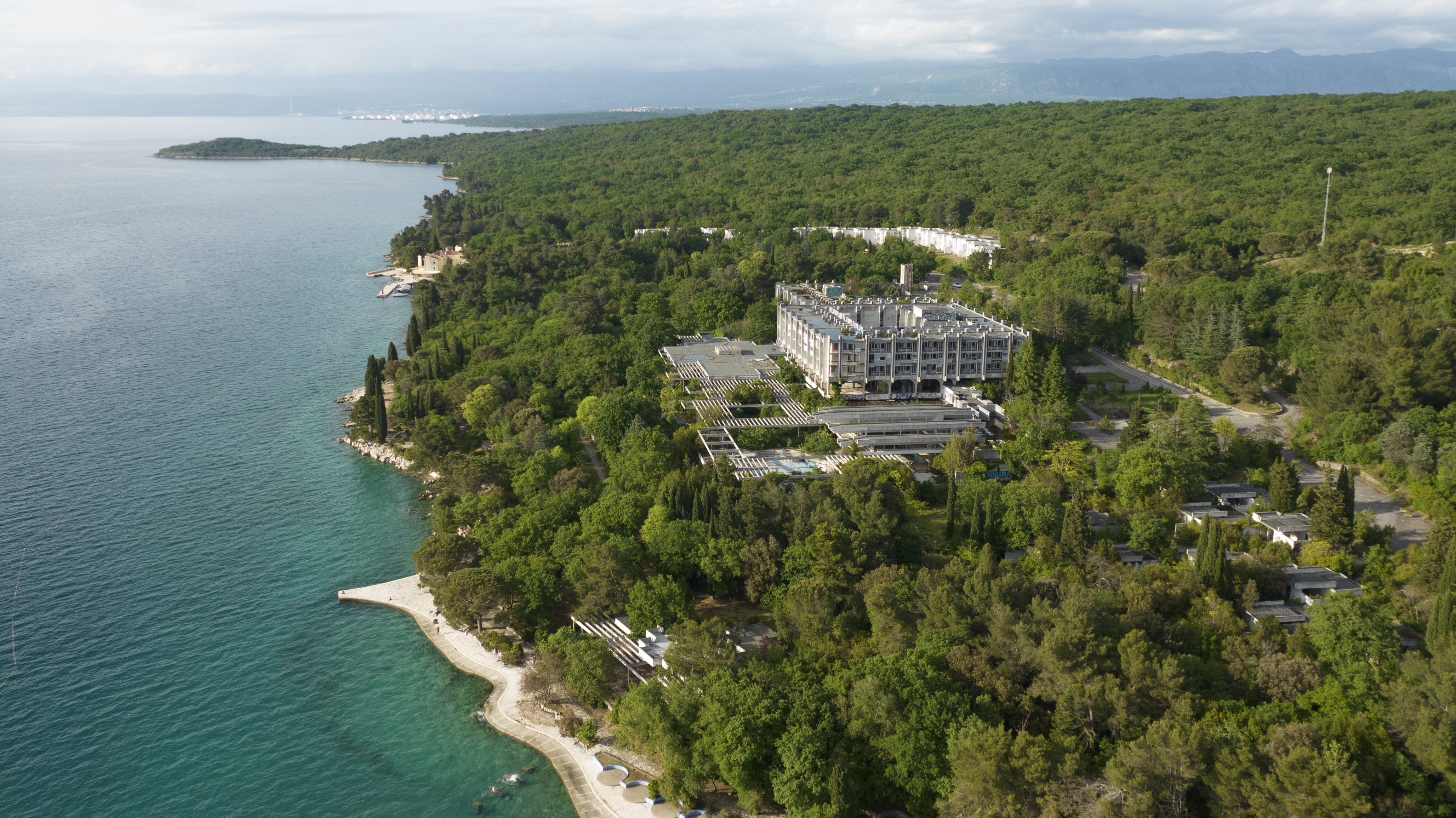
Verfallendes Haludovo Palace Hotel
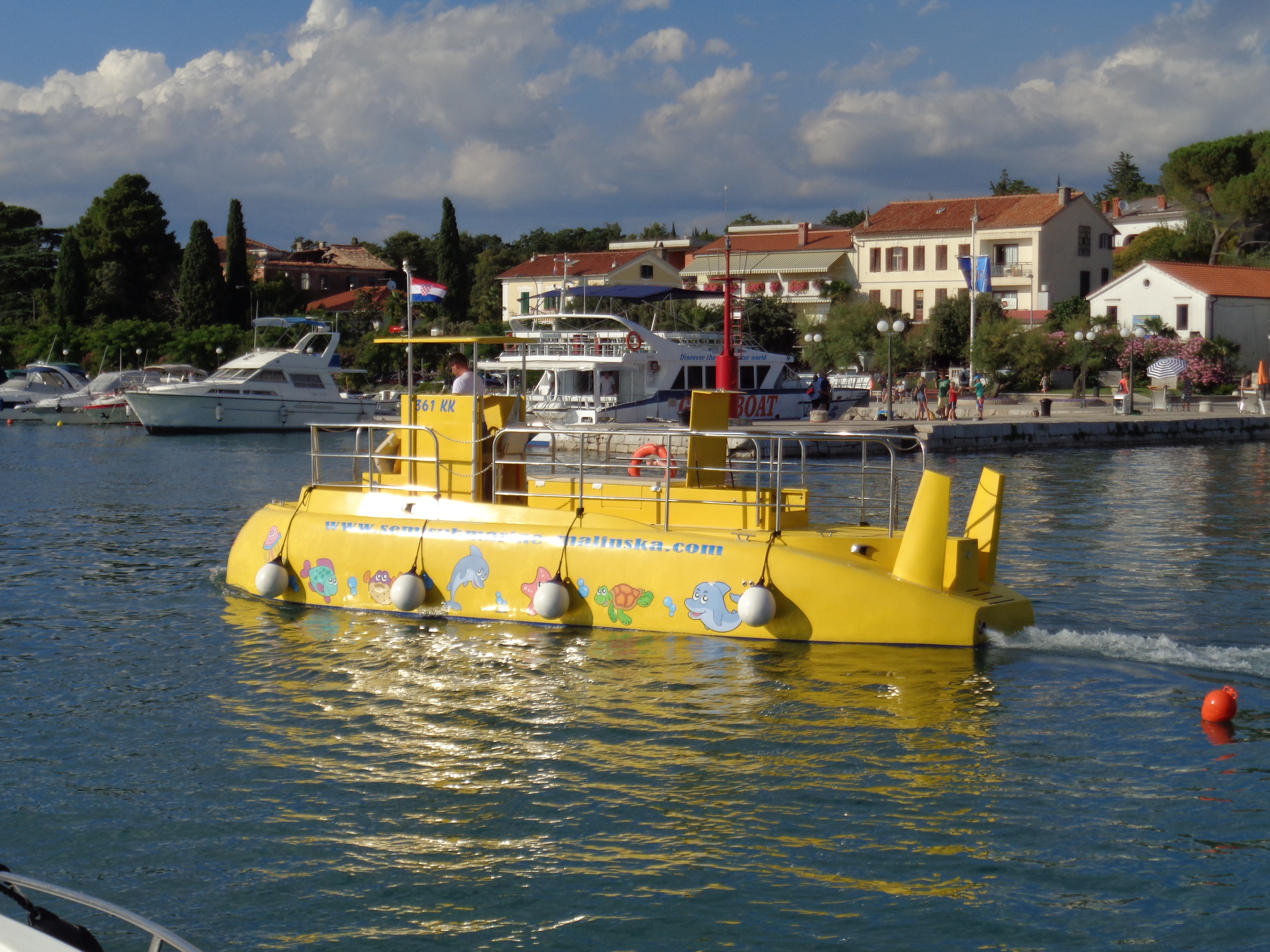
Gelbes Halb-U-Boot im Hafen von Malinska